# Boria Lerner
Boria Lerner (* 15. Dezember 1914 in Lipcani, Rumänien (heute Republik Moldau); † 1. Oktober 1943 in Paris) war ein Widerstandskämpfer gegen den Nationalsozialismus und Opfer des Holocaust.

## Leben
Boria Lerner wurde in eine jüdische Familie geboren, die in der Provinz Bessarabien lebte, als diese noch Teil des Russischen Reiches war. Nach der Annexion der Provinz durch Rumänien 1918 verschlechterte sich das Leben für die 200.000 Juden in Bessarabien. Sie waren stärker antisemitischen Gesetzen und Pogromen ausgesetzt als unter der zaristischen russischen Herrschaft und viele bessarabische Juden emigrierten nach Übersee oder suchten Zuflucht in den sowjetischen Dörfern. 1933 wurde Lerner in einer lokalen revolutionären kommunistischen Gruppe aktiv und viele Male verhaftet und eingesperrt. Nachdem er Ende 1938 nach Paris gezogen war, trat er Internationalen Brigaden bei, um gemeinsam mit den spanischen Republikanern im Krieg gegen den Faschismus zu kämpfen. Im März 1939 trat Boria Lerner in die französische Armee ein, um gegen Nazi-Deutschland zu kämpfen. Aufgrund einer Krankheit konnte er jedoch nicht dienen und wurde entlassen. Nach dem Überfall auf Frankreich im Mai 1940 wurde er in das Internierungslager Rivesaltes in Südfrankreich deportiert, floh jedoch 1941 nach Paris. Dort leistete er weiterhin Widerstand gegen die Nazis, worauf er am 26. Juni 1943 festgenommen wurde. Am 20. September 1943 folgte die Verurteilung zum Tode, die Hinrichtung erfolgte am 1. Oktober desselben Jahres.